# Appius Claudius Sabinus (tribun consulaire en -403)
Pour les articles homonymes, voir Claudius Sabinus.
Appius Claudius Crassus Inregillensis Sabinus est un homme politique de la République romaine. Fils d'Appius Claudius Sabinus (tribun militaire à pouvoir consulaire en 424 av. J.-C.) et père d'Appius Claudius Crassus Inregillensis (en) (dictateur en 362 av. J.-C.). Sa famille, l’illustre gens patricienne des Claudii, est selon Tite-Live traditionnellement opposée à la plèbe et à ses représentants, les dix tribuns de la plèbe, qu’elle méprise.
En 416 av. J.-C., jeune sénateur, Appius Claudius se signale en conseillant aux patriciens conservateurs de contacter amicalement chaque tribun de la plèbe isolément, et de les circonvenir par de bonnes paroles, pour ensuite mettre en minorité les tribuns de la plèbe qui revendiquent un partage des terres au profit des citoyens modestes
En 403 av. J.-C., il est tribun militaire à pouvoir consulaire avec sept autres collègues. Cette période est marquée par le long conflit qui oppose Rome à sa voisine étrusque Véies. Afin d’accentuer le blocus contre Véies, les tribuns militaires de l’année précédente ont décidé de maintenir les soldats devant Véies pendant l’hiver, contrairement à l’usage d’interrompre les opérations militaires pendant la mauvaise saison et de démobiliser les troupes. Les tribuns de la plèbe protestent contre cet accroissement de l’effort de guerre qui pèse sur le peuple. Appius Claudius à qui est confiée la garde de Rome parvient à les convaincre de la nécessité de poursuivre pendant l’hiver l’occupation des positions fortifiées autour de Véies pour maintenir une pression continue, afin de gagner et finir la guerre.

## Sources